# Tom Rainey
Pour les articles homonymes, voir Rainey.
Thomas « Tom » Rainey (né en 1957, à Santa Barbara, en Californie) est un batteur de jazz. Il a joué avec le saxophoniste Tim Berne, et avec Simon Nabatov. Sa discographie compte plus de 80 enregistrements en 25 ans de carrière.

## Biographie

### Œdipe Redux
En 2018, Mat Maneri et Lucian Ban écrivent une relecture de l'opéra Œdipe (1931) de Georges Enesco, entre musique de chambre et jazz contemporain, Œdipe Redux. La création mondiale a lieu le 5 décembre 2018 à l'Opéra de Lyon, auditorium unterground.
- Mat Maneri, alto
- Lucian Ban (en), piano
- Jen Shyu, voix
- Theo Bleckmann, voix
- Louis Sclavis, clarinette et clarinette basse
- Ralph Alessi (en), trompette
- John Hebert, contrebasse
- Tom Rainey, batterie